# 牡丹峰樂團
牡丹峰乐团（朝鲜语：／）是朝鲜著名的女子音樂組合，2012年7月6日组建。牡丹峰乐团的风格继承自普天堡电子乐团与王在山轻音乐团，朝鮮官方評價其“集革命、戰鬥內容和嶄新、獨特、現代、人民性形式於一身”，在歌頌國家和領袖等傳統內容的同時，融入了現代技術手段元素，走的是新式时尚轻音乐路线。所以人稱其為朝鮮少女時代。

## 社会评价
在朝鲜各餐厅和公共场所，凡有电视和大屏幕的地方，必在播出牡丹峰乐团演出。朝鲜人对这些音乐名媛的名字和特长，热议纷纷。“她们都是精挑细选出来的‘个个美若天仙’实力不凡。”餐厅里，朝鲜百姓边看演出录像边议论。

## 成员
所有樂團成員都毕业于平壤金元均音乐大学。包括：
- 团长：
  - 玄松月（현송월）

- 副团长：
  - 黃鎮泳（황진영）
  - 金雲龍（김운룡）
  - 張正愛（장정애）

- 主唱：
  - 金裕景（김유경）：牡丹峰乐团ACE主唱。
  - 朴美京（박미경）
  - 金雪美（김설미）
  - 郑水香（정수향）
  - 朴善香（박선향）
  - 劉振雅[5]（류진아）：年龄最小，却成为首位获得“功勋演员”称号的牡丹峰乐团歌手。
  - 李明姬（리명희）
  - 羅柔美（라유미）
  - 李玉花（리옥화）
  - 李秀景（리수경）
  - 趙國香（조국향）
  - 金孝心（김효심）
  - 俞鳳美（유봉미）
  - 金玉珠（김옥주）

- 乐手：
  - 小提琴:
    - 鲜于香姬（선우향희，乐长、首席提琴）
    - 洪秀卿（홍수경）
    - 金銀河（김은하）

  - 中提琴：车英美（차영미）
  - 大提琴：俞恩贞（유은정）
  - 电子琴：
    - 金香淳（김향순）
    - 李熙景（리희경）
    - 金英美（김영미）

  - 次中音萨克斯：崔贞任（최정임）
  - 钢琴：
    - 金英美（김영미）
    - 金貞美（김정미）

  - 鼓手：
    - 李潤姬（리윤희）
    - 韓純情（한순정）

  - 吉他：
    - 康平姬（강평희）
    - 趙景姬（조경희）

  - 貝司：
    - 李雪兰（리설란）
    - 全惠蓮（전혜련）

弦乐四重奏具有了世界一流水平。

## 演出
- 2012年7月6日，示范演出（首演）
- 2012年7月27日，纪念朝鲜停战协定签署59周年演出
- 2012年8月25日，庆祝先军革命领导52周年演出
- 2012年10月12日，纪念朝鲜劳动党成立67周年演出
- 2012年10月29日，纪念金日成军事综合大学建校60周年演出
- 2012年12月22日，祝贺成功发射第二颗“光明星3号”卫星演出
- 2013年1月1日，新年音乐会
- 2013年2月2日，与朝鲜人民军功勋国家合唱团、朝鲜人民军协奏团联合，为朝鲜劳动党第四次支部书记大会与会者举办《母亲的语声》音乐会
- 2013年4月11日，赴人民军630部队火线演出
- 2013年4月25日，人民军建军81周年演出
- 2013年6月23日，为慈江道劳动阶级公演
- 2013年7月28日，纪念朝鲜停战协定签署60周年演出
- 2013年8月5日，为参加停战60周年阅兵式的部队演出
- 2014年4月16日，庆祝朝鲜人民军首届飞行员大会演出
- 2014年9月3日，新作音乐会
- 2015年4月27日及28日，庆祝朝鲜人民军第五次训练干部大会演出
- 2015年12月12日至14日，计划首次海外演出（北京中国国家大剧院），但首演前由于不明原因突然取消演出。[7][8][9]
- 2016年2月15日，庆祝“光明星四号”成功发射做出贡献的科技工作者、工人和干部的欢迎宴会演出
- 2017年7月9日，慶祝為“火星14彈道飛彈”發射成功做出貢獻的科技工作者、工人及幹部的文藝演出

## 脚注
1. ↑  . 《环球时报》. 2013-06-07  [2014-03-13]. （原始内容存档于2014-03-31）.
2. ↑  .   [2014-03-13]. （原始内容存档于2017-03-21）.
3. ↑  2013年10月10日朝鲜劳动党建党纪念演出，观众拿到了彩印的节目单，上面有乐队成员简介。
4. ↑  .   [2014-11-26]. （原始内容存档于2021-04-22）.
5. ↑  .   [2017-01-14]. （原始内容存档于2019-02-28）.
6. ↑  Draudt, Darcie. . SinoNK. 3 May 2013  [2013-06-02]. （原始内容存档于2020-11-25）.
7. ↑  . 参考消息. 2015-12-11  [2015-12-11]. （原始内容存档于2015-12-15）.
8. ↑  . 中国青年报. 2015-12-12  [2015-12-12].[永久]
9. ↑  . 腾讯新闻. 2015-12-12  [2015-12-12]. （原始内容存档于2015-12-22）.